# Caleta Barra
Die Caleta Barra (in Argentinien Caleta Heroína) ist eine Nebenbucht der Hughes Bay an der Danco-Küste des Grahamlands auf der Antarktischen Halbinsel. Sie liegt südwestlich des Valdivia Point.
Chilenische Wissenschaftler benannten sie nach Carlos Barra von Kretschmann, Kapitän der Piloto Pardo bei der 26. Chilenischen Antarktisexpedition (1971–1972). Namensgeber der argentinischen Benennung ist die Heroína, eines der beiden Schiffe der zwischen 1948 und 1949 durchgeführten argentinischen Antarktisexpedition.